# Gert Hatz
Gert Hatz (Amburgo, 4 gennaio 1928 – 5 settembre 2017) è stato un numismatico tedesco.

## Biografia
Ottenne la promozione il 12 gennaio 1952 all'Università di Amburgo con un lavoro sull'inizio della monetazione nell'Holstein. Assieme a sua moglie Vera Hatz e a Peter Berghaus appartiene, come allievo di Walter Hävernick alla scuola numismatica chiamata "Hamburger Schule". Dal 14 gennaio 1952 entrò in servizio al Museum für Hamburgische Geschichte, dove divenne conservatore e direttore del Gabinetto numismatico. Nel 1971 ottenne la abilitazione all'università di Amburgo e nel 1972 divenne Privatdozent. Nel 1988 divenne docente di storia all'università di Amburgo e professore onorario all'istituto di Preistoria e Protostoria dell'Università di Kiel. Dal 1974 al 1993 è stato Presidente della Numismatische Kommission der Länder in der Bundesrepublik Deutschland.
È uno dei più importanti numismatici del Medioevo, specialmente nell'ambito delle monete e della storia del denaro del X e XI secolo.
Nel 1988 gli è stato assegnato il premio della Gesellschaft für Internationale Geldgeschichte, nel 2002 il Derek Allen Prize della British Academy intitolato a Derek Fortrose Allen.
Nel 2003, assieme alla moglie Vera, gli è stata conferita la medaglia della Royal Numismatic Society.

## Pubblicazioni
- Die Anfänge des Münzwesens in Holstein. Die Prägungen der Grafen von Schauenburg bis 1325, Numismatische Studien 5, Hamburg 1952 Volltext (= Dissertation)
- Handel und Verkehr zwischen dem Deutschen Reich und Schweden in der späten Wikingerzeit. Die deutschen Münzen des 10. und 11. Jahrhunderts in Schweden, Stockholm 1974, ISBN 91-7192-141-9 (= Habilitationsschrift)